# Cuscomys
Cuscomys és un gènere de rosegadors andins que viuen a la regió de Cusco, al sud del Perú. Es tracta de dues espècies d'abrocòmids relativament grans, de color gris fosc i amb una ratlla blanca que baixa des de la coroneta fins al nas. El gènere fou creat el 1999 amb la descripció de C. ashaninka, però més tard es descobrí que C. oblativa, una espècie tradicionalment classificada dins del gènere Abrocoma, en realitat pertanyia a Cuscomys.
Se'n sap molt poca cosa, car C. ashaninka és coneguda només a partir de l'holotip, mentre que C. oblativa s'ha considerat tradicionalment una espècie extinta, car només se'l coneixia a partir de restes trobades el 1912 dins de tombes inques a Machu Picchu. Tanmateix, a finals del 2009 es prengueren fotografies que semblaven mostrar exemplars vivents d'aquesta espècie, fet confirmat el 2014.
No se sap amb certesa si les espècies de Cuscomys són tan rares com semblen, car el seu àmbit de distribució remot i els seus costums arborícoles poden fer una falsa impressió de raresa.